# Jetbränsle

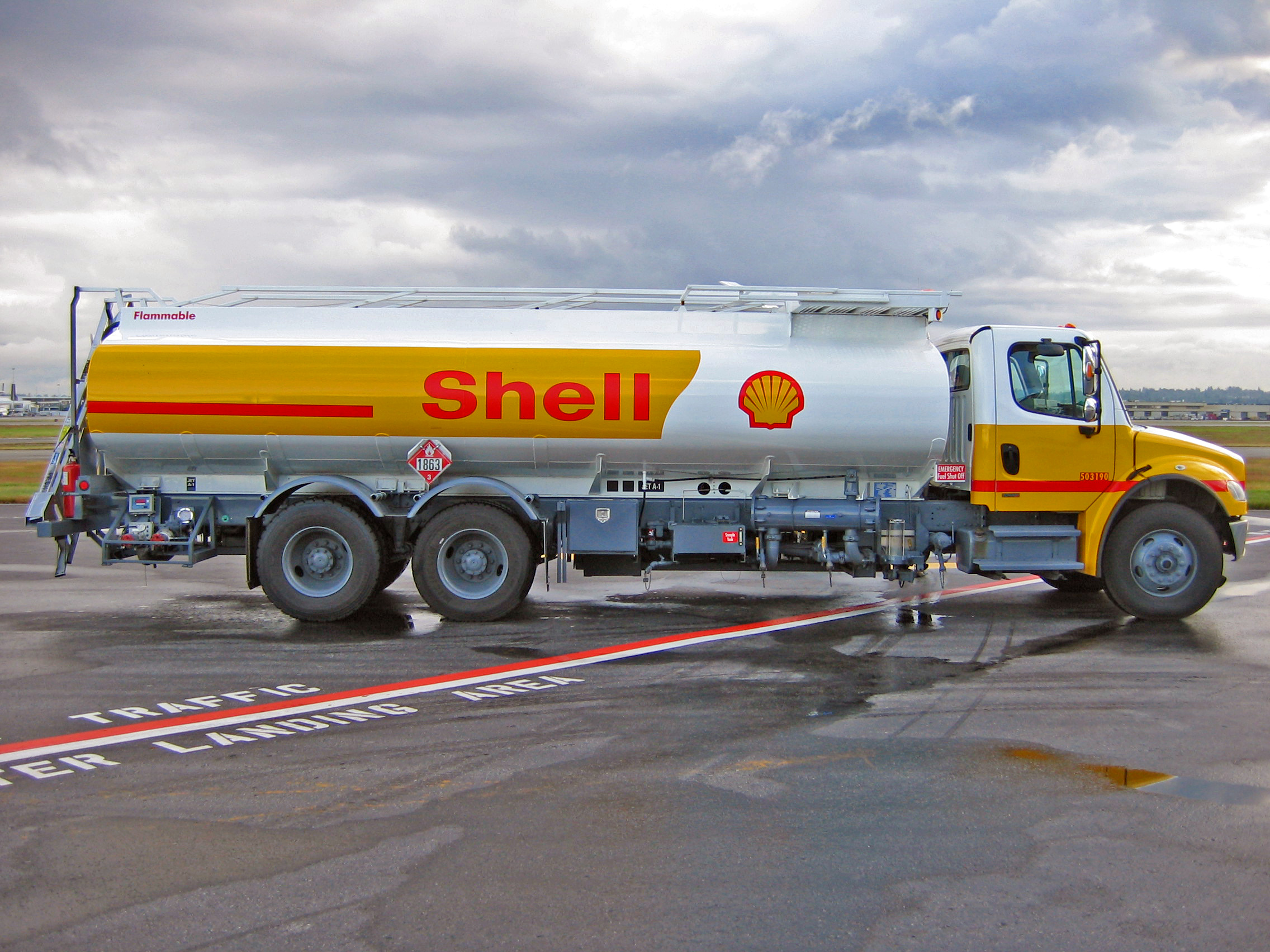
Tankbil på plattan på Vancouver International Airport

Jetbränsle är bränsle för flygplan som drivs med jetmotorer eller turbopropmotorer, (undantagsvis även kolvmotorer enl dieselprincipen), eller helikoptrar som drivs med turbinmotorer.  Flygfotogen används ofta som synonym till jetbränsle eftersom de överlägset vanligaste typerna av jetbränsle består av sådana kolväten som kan finnas i fotogen. Kolvätena har storleken C8 till C12 och är lite större än kolvätena i bensin, samt lite mindre än kolvätena i dieselolja/lätt eldningsolja. Jetbränsle avsett att användas i kallt klimat innehåller ibland även kortare kolväten, ner till C5, och har därför egenskaper som mer liknar bensin.
Jetbränsle är högpresterande fotogen och det ställs betydligt högre krav på jetbränsle än på till exempel lysfotogen. Jetbränsle ska produceras så att det uppfyller de högt ställda krav som finns specificerade i tekniska standarder. De två största standarderna för jetbränsle är brittiska DEF-STAN 91-91 samt amerikanska ASTM D 1655. NATO och USA:s flygvapen har också egna standarder för jetbränsle som skiljer sig något från de civila standarderna. Jetbränsle måste ha mycket goda köldegenskaper, god kemisk stabilitet och goda förbränningsegenskaper såsom lämplig förbränningstemperatur och goda återtändningsegenskaper vid motorstopp. Vidare får det inte skada packningar, metaller och andra material i bränslesystemet. Bränslet får inte komma i kontakt med vatten och lagras oftast i stora tankar under jord vid flygplatser. Energiinnehållet i flygfotogen är minst 42,8 megajoule per kilogram.
Jetbränsle framställs ur råolja, men långt ifrån alla råoljor duger till produktion av jetbränsle. Inte heller alla raffinaderier har teknik att framställa jetbränsle. Jetbränsle finns i olika kvaliteter, såsom Jet A1, Jet A och Jet B. Civila luftfartyg flyger nästan alltid på Jet A1, som är den bästa kvaliteten.
Jetbränsle kan framställas ur andra råvaror än råolja via så kallade Fischer-Tropsch-processer. Redan idag flyger alla jetflygplan från Johannesburg i Sydafrika på delvis syntetiskt jetbränsle. I Sverige har EcoPar AB i Göteborg utvecklat ett syntetiskt jetbränsle. Detta jetbränsle är mycket rent och är icke-toxiskt (ej giftigt), till skillnad från vanligt jetbränsle.
Flygfotogen är också mindre brandfarligt än bensin.
| Namn  | Egenskaper |
| ----- | --- |
| JP-1  | Vanligt fotogen. Användes i första generationens jetflygplan men är sedan länge utfasat. |
| JP-4  | Jetbränsle med större spridning av kolvätekedjor och brukar ibland beskrivas som en blandning av flygfotogen och bensin. Utvecklat för att fungera i kallt klimat. Ersatt av JP-8.                  |
| JP-5  | Jetbränsle utvecklat för att användas ombord på hangarfartyg. |
| JP-7  | Jetbränsle speciellt utvecklat för Lockheed SR-71 Blackbird. JP-7 har högre flampunkt än andra jetbränslen för att klara av de höga temperaturer som flygplanets utsätts för vid flygning i Mach 3. |
| JP-8  | Enhetsbränsle introducerat 1978 och avsett att ersätta JP-4 och JP-5. Det vanligaste bränslet för stridsflygplan idag.                                                                              |
| JP-9  | Lagringsbeständigt bränsle utvecklat för kryssningsroboten Tomahawk. |
| JP-10 | JP-9 med tillsatser för att sänka fryspunkten. Används i kryssningsroboten AGM-86 ALCM. |
| JPTS  | Jetbränsle med lägre fryspunkt utvecklat för spaningsflygplanet Lockheed U-2. |